# Eleição municipal de Nova Iguaçu em 2020
A eleição municipal da cidade de Nova Iguaçu em 2020 ocorreu no dia 15 de novembro (primeiro turno) com o objetivo de eleger um prefeito, um vice-prefeito e 11 vereadores, que serão responsáveis pela administração da cidade. O atual prefeito Rogério Lisboa, que assumiu o Paço Municipal, em 2016 está apto para concorrer a uma possível reeleição.
Originalmente, as eleições ocorreriam em 4 de outubro (primeiro turno) e 25 de outubro (segundo turno), porém, com o agravamento da pandemia do novo coronavírus (SARS-CoV-2), causador da Covid-19, as datas foram modificadas com a promulgação da Emenda Constitucional nº 107/2020.
Com 62,10% dos votos válidos, o atual prefeito Rogério Lisboa, do Progressistas, foi reeleito em 1° turno, derrotando os deputados estaduais Max Lemos (PSDB), que obteve 13,86%, e Delegado Carlos Augusto (PSD), com 9,76%. Na sequência vieram a deputada federal Rosângela Gomes (Republicanos) com 5,63% e o vereador Marcelo Lajes (PRTB), que obteve 3,83% dos votos válidos. Rogério é o primeiro prefeito de Nova Iguaçu reeleito em 1° turno desde Lindberg Farias nas eleições de 2008.

## Contexto político e pandemia
As eleições municipais de 2020 estão sendo marcadas, antes mesmo de iniciada a campanha oficial, pela pandemia do coronavírus SARS-CoV-2 (causador da COVID-19), o que está fazendo com que os partidos remodelem suas metodologias de pré-campanha. O Tribunal Superior Eleitoral (TSE) autorizou os partidos a realizarem as convenções para escolha de candidatos aos escrutínios por meio de plataformas digitais de transmissão, para evitar aglomerações que possam proliferar o vírus. Alguns partidos recorreram a mídias digitais para lançar suas pré-candidaturas. Além disso, a partir deste pleito, será colocada em prática a Emenda Constitucional 97/2017, que proíbe a celebração de coligações partidárias para as eleições legislativas, o que pode gerar um inchaço de candidatos ao legislativo. Conforme reportagem publicada pelo jornal Brasil de Fato em 11 de fevereiro de 2020, o país poderá ultrapassar a marca de 1 milhão de candidatos a prefeito, vice-prefeito e vereador neste escrutínio, o que não seria necessariamente bom, na opinião do professor Carlos Machado, da UnB (Universidade de Brasília): “Temos o hábito de criticar de forma intensa a coligação partidária, sem parar para refletir sobre os elementos positivos dela. O número de candidatos que um partido pode apresentar numa eleição, varia se ele estiver dentro de uma coligação, porque quando os partidos participam de uma coligação, eles são considerados como um único partido", afirmou Machado na reportagem.

## Candidatos a Prefeitura de Nova Iguaçu
| Cor | N° | Candidato(a) a prefeito(a) | Partido      | Candidato(a) a vice-prefeito(a) | Partido      | Coligação                                                                                        | Fontes        |
| --- | -- | -------------------------- | ------------ | ------------------------------- | ------------ | ------------------------------------------------------------------------------------------------ | ------------- |
|     | 10 | Rosângela Gomes            | Republicanos | Thiago Rachid                   | Republicanos | Sem coligação                                                                                    | [ 1 ] [ 2 ]   |
|     | 11 | Rogério Lisboa             | PP           | Juninho do Pneu                 | DEM          | Fé, Trabalho e Humildade PP, DEM, PV, PSL, PMB, Avante, PDT, MDB, PL, Cidadania, Patriota e PROS | [ 3 ] [ 4 ]   |
|     | 13 | Sebastião Berriel          | PT           | Professor Luciano Feitosa       | PT           | Sem coligação                                                                                    | [ 5 ]         |
|     | 18 | Robson Paz                 | REDE         | Saulo Lopes                     | REDE         | Sem coligação                                                                                    | [ 6 ]         |
|     | 20 | Doutor Letinho             | PSC          | Coronel Roberto Penteado        | PSC          | Sem coligação                                                                                    | [ 5 ] [ 7 ]   |
|     | 28 | Marcelo Lajes              | PRTB         | Cleber PMB                      | PMB          | Coragem Para Mudar PRTB, PMB e PMN                                                               | [ 5 ]         |
|     | 40 | Luiz Novaes                | PSB          | George Henrique                 | PSB          | Sem coligação                                                                                    | [ 8 ]         |
|     | 45 | Max Lemos                  | PSDB         | Anderson Santos                 | Podemos      | Por Uma Nova Iguaçu Melhor PSDB, PODE, PTC, DC, PCdoB e Solidariedade                            | [ 9 ] [ 4 ]   |
|     | 50 | Professora Leci            | PSOL         | Professor Léo Bruno             | PSOL         | Sem coligação                                                                                    | [ 10 ] [ 11 ] |
|     | 55 | Delegado Carlos Augusto    | PSD          | Igor Porto                      | PSD          | Sem coligação                                                                                    | [ 12 ]        |

## Transmissão
A veiculação da propaganda eleitoral gratuita entre 9 de outubro e 12 de novembro, em bloco e inserções, na televisão, vai ao ar pela Band Rio. 

## Pesquisas eleitorais

### Novembro
| Instituto de pesquisa | Rogerio (PP) | Max (PSDB) | Carlos (PSD) | Lajes (PRTB) | Rosangela (REP) | Novaes (PSB) | Leci (PSOL) | Berriel (PT) | Robson (REDE) | Letinho (PSC) | Não sabe | Nenhum |
| --------------------- | ------------ | ---------- | ------------ | ------------ | --------------- | ------------ | ----------- | ------------ | ------------- | ------------- | -------- | ------ |
| IBOPE (07/11/2020)    | 49%          | 8%         | 7%           | 4%           | 3%              | 3%           | 2%          | 1%           | 1%            | 1%            | 15%      | 6%     |

### Outubro
| Instituto de pesquisa | Rogerio (PP) | Max (PSDB) | Carlos (PSD) | Lajes (PRTB) | Rosangela (REP) | Novaes (PSB) | Leci (PSOL) | Berriel (PT) | Robson (REDE) | Letinho (PSC) | Não sabe | Nenhum |
| --------------------- | ------------ | ---------- | ------------ | ------------ | --------------- | ------------ | ----------- | ------------ | ------------- | ------------- | -------- | ------ |
| IBOPE (29/10/2020)    | 49%          | 7%         | 7%           | 4%           | 4%              | 4%           | 2%          | 2%           | 1%            | 0%            | 15%      | 5%     |

## Resultados

### Prefeitura
| Candidato(a)           | Candidato(a)                   | Vice                           | 1º turno 15 de novembro de 2020 | 1º turno 15 de novembro de 2020 |
| Candidato(a)           | Candidato(a)                   | Vice                           | Total                           | Porcentagem                     |
| ---------------------- | ------------------------------ | ------------------------------ | ------------------------------- | ------------------------------- |
|                        | Rogério Lisboa (PP)            | Juninho do Pneu (DEM)          | 218.396                         | 62,10%                          |
|                        | Max Lemos (PSDB)               | Anderson Santos (Podemos)      | 48.740                          | 13,86%                          |
|                        | Delegado Carlos Augusto (PSD)  | Igor Porto (PSD)               | 34.312                          | 9,76%                           |
|                        | Rosângela Gomes (Republicanos) | Thiago Rachid (Republicanos)   | 15.857                          | 5,63%                           |
|                        | Marcelo Lajes (PRTB)           | Cleber PMB (PMB)               | 13.461                          | 3,83%                           |
|                        | Sebastião Berriel (PT)         | Professor Luciano Feitosa (PT) | 4.885                           | 1,39%                           |
|                        | Professora Leci (PSOL)         | Professor Léo Bruno (PSOL)     | 4.475                           | 1,27%                           |
|                        | Luiz Novaes (PSB)              | George Baptista (PSB)          | 4.248                           | 1,21%                           |
|                        | Dr. Letinho (PSC)              | Coronel Roberto Penteado (PSC) | 2.769                           | 0,79%                           |
|                        | Robson Paz (REDE)              | Saulo Lopes (REDE)             | 622                             | 0,18%                           |
| Total de votos válidos | Total de votos válidos         | Total de votos válidos         | 351.699                         | 80,70%                          |
| → Votos em branco      | → Votos em branco              | → Votos em branco              | 29.492                          | 6,77%                           |
| → Votos nulos          | → Votos nulos                  | → Votos nulos                  | 54.606                          | 12,53%                          |
| Total de votos         | Total de votos                 | Total de votos                 | 435.797                         | 74,24%                          |
| Abstenções             | Abstenções                     | Abstenções                     | 151.188                         | 25,76%                          |
| Total de inscritos     | Total de inscritos             | Total de inscritos             | 586.985                         | 100%                            |

### Vereadores eleitos[15]
| Candidato(a)         | Partido       | Votos  | %    |
| -------------------- | ------------- | ------ | ---- |
| Felipinho Ravis      | SOLIDARIEDADE | 10.692 | 2,95 |
| Vaguinho Neguinho    | PATRIOTA      | 8.372  | 2,26 |
| Dudu Reina           | PDT           | 8.167  | 2,20 |
| Claudio Haja Luz     | REPUBLICANOS  | 7.654  | 2,06 |
| Carlinhos BNH        | PP            | 7.640  | 2,06 |
| Jeferson Ramos       | MDB           | 7.577  | 2,04 |
| Mauricio Morais      | AVANTE        | 6.902  | 1,86 |
| Alexandre da Padaria | PSD           | 6.631  | 1,79 |
| Maninho de Cabuçu    | CIDADANIA     | 6.073  | 1,64 |
| Alcemir Gomes        | PROS          | 4.199  | 1,13 |
| Dr Marcio Guerreiro  | PP            | 4.133  | 1,11 |